# Heliophorus eos
Heliophorus eos är en fjärilsart som beskrevs av Doubleday 1847. Heliophorus eos ingår i släktet Heliophorus och familjen juvelvingar. Inga underarter finns listade i Catalogue of Life.